# Mazus

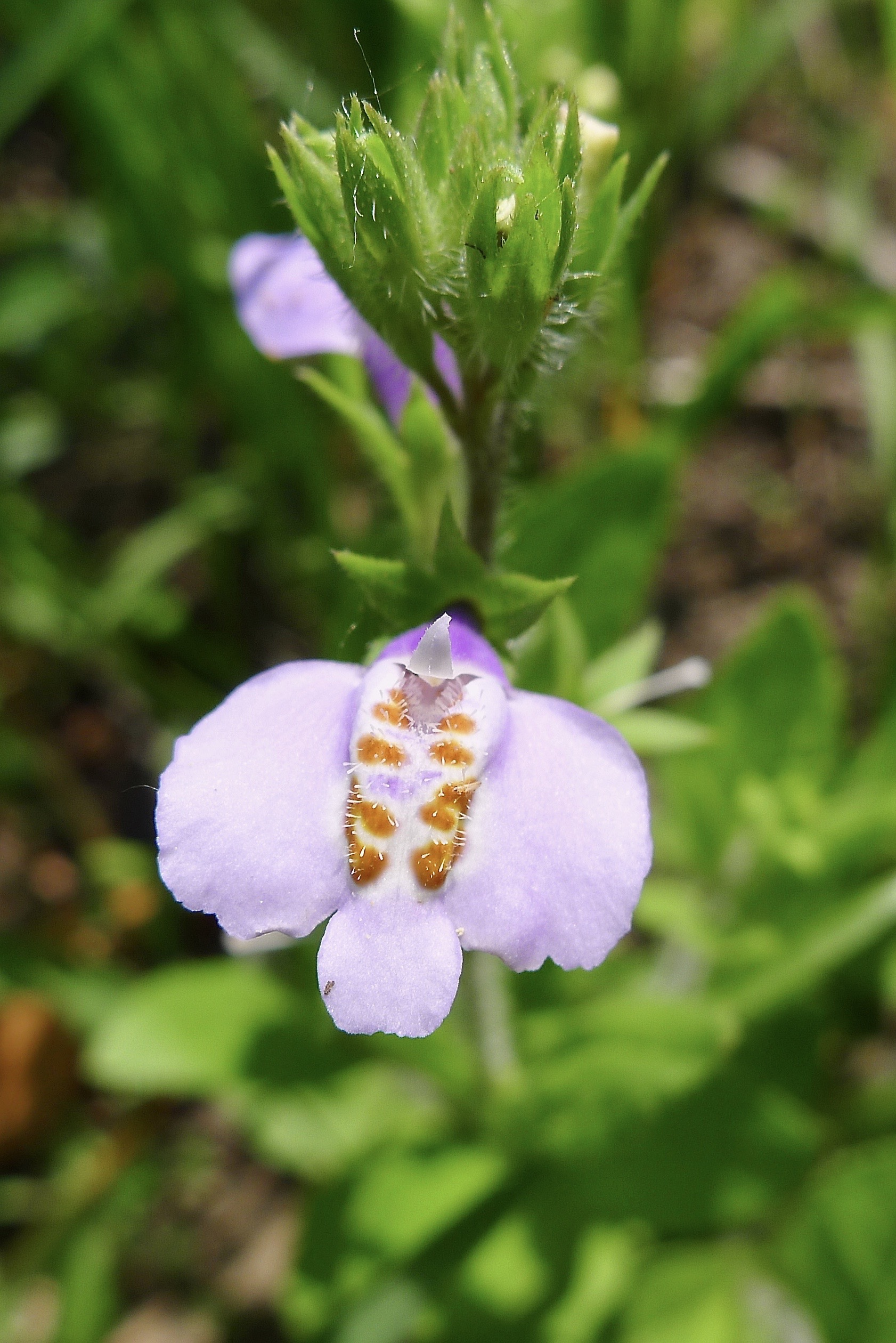
Mazus stachydifolius

Mazus (Mazus) – rodzaj roślin z rodziny Mazaceae. Obejmuje ok. 40 gatunków i jest najbardziej zróżnicowanym gatunkowo w obrębie rodziny. Najbardziej zróżnicowany jest w Chinach, gdzie rośnie 25 gatunków, ale zasięg rodzaju obejmuje rozległy obszar Azji od Afganistanu na zachodzie po Kraj Chabarowski na wschodzie Rosji, Japonię, Półwysep Indochiński, obszary górskie Archipelagu Malajskim po wschodnią Australię i Nową Zelandię. 
Rośliny z tego rodzaju bywają uprawiane jako okrywowe rośliny ozdobne, zwłaszcza mazus Miquela M. miquelii i mazus korzeniowy M. radicans (wyróżniany jest też mazus rozłogowy M. reptans, który jednak w bazach taksonomicznych utożsamiany (synonimizowany) jest z mazusem Miquela).

## Morfologia
PokrójRośliny zielne – jednoroczne i byliny, z rozłogami lub kłączami. Łodygi wzniesione lub płożące i korzeniące się w węzłach, obłe lub kanciaste.
LiścieNaprzeciwległe, zebrane w odziomkowe rozety, czasem w szczytowej części pędów liście skrętoległe. Osadzone na oskrzydlonych ogonkach.
KwiatyWyrastają pojedynczo w kątach liści lub zebrane są w szczytowe grona. Wsparte są przysadkami lub nie. Kielich zrosłodziałkowy, z 5 ząbkami, lejkowaty lub dzwonkowaty. Korona kwiatu dwuwargowa; dolna warga bardzo silnie rozwinięta, trójłatkowa, górna z dwiema łatkami. Pręciki cztery, w tym dwa dłuższe. U nasady ich wolnych nitek znajdują się miodniki. Zalążnia górna, z dwóch zrośniętych owocolistków, jednokomorowa. Jest owłosiona lub naga. Szyjka słupka naga, zwieńczona dwułatkowym znamieniem.
OwoceTorebki ściśnięte i zamknięte w powiększającym się i trwałym kielichu. Otwierają się dwiema klapami. Zawierają liczne i drobne nasiona.

## Systematyka
Rodzaj tradycyjnie włączany zwykle był do rodziny Phrymaceae. Wyodrębniony został wraz z paroma drobnymi rodzajami w rodzinę Mazaceae w systemie APG IV z 2016. 
Wykaz gatunków
- Mazus alpinus Masam.
- Mazus arenarius Heenan, P.N.Johnson & C.J.Webb
- Mazus caducifer Hance
- Mazus celsioides Hand.-Mazz.
- Mazus danxiacola Bo Li & B.Chen
- Mazus delavayi Bonati
- Mazus dentatus Wall. ex Benth.
- Mazus fauriei Bonati
- Mazus fruticosus Bo Li, D.G.Zhang & C.L.Xiang
- Mazus fukienensis P.C.Tsoong
- Mazus gracilis Hemsl.
- Mazus harmandii Banati
- Mazus henryi P.C.Tsoong
- Mazus humilis Hand.-Mazz.
- Mazus kweichowensis P.C.Tsoong & H.P.Yang
- Mazus lalashanensis S.S.Ying
- Mazus lecomtei Bonati
- Mazus longipes Bonati
- Mazus miquelii Makino – mazus Miquela, mazus rozłogowy
- Mazus novaezeelandiae W.R.Barker
- Mazus oliganthus H.L.Li
- Mazus omeiensis H.L.Li
- Mazus procumbens Hemsl.
- Mazus pulchellus Hemsl.
- Mazus pumilio R.Br.
- Mazus pumilus (Burm.f.) Steenis
- Mazus quadriprotuberans N.Yonez.
- Mazus radicans (Hook.f.) Cheeseman – mazus korzeniowy
- Mazus rockii H.L.Li
- Mazus saltuarius Hand.-Mazz.
- Mazus solanifolius P.C.Tsoong & H.P.Yang
- Mazus somggangensis S.S.Ying
- Mazus spicatus Vaniot
- Mazus stachydifolius (Turcz.) Maxim.
- Mazus sunhangii D.G.Zhang & T.Deng
- Mazus surculosus D.Don
- Mazus tainanensis T.H.Hsieh
- Mazus uniflorus S.S.Ying
- Mazus wanmuliensis M.Qian & L.B.Geng
- Mazus xiuningensis X.H.Guo & X.L.Liu